# Poutasi
Poutasi is een dorp aan de zuidoostelijke kust van Upolu in Samoa. Het dorp telde in 2006 379 inwoners.
Het dorp is deel van de kieskring Falealili, binnen het grotere politieke district Atua.
In 2009 werd Poutasi zwaar getroffen door een tsunami.